# NGC 1443
NGC 1443 ist ein Stern im Sternbild Eridanus. Das Objekt wurde im Jahr 1882 von Wilhelm Tempel entdeckt und fälschlicherweise in den NGC-Katalog aufgenommen.